# Козируване
Козируването (известно още като военен поздрав) е жест или друго действие, използвано да покаже уважение.
Когато поздравявате човек, различен от флаг или национален химн или друга символична мелодия, погледът трябва да бъде насочен към това лице, също и при връщане на поздрав. Непоглеждането към човека, както при повечето жестикулирани поздрави, вероятно ще се тълкува като неуважение или липса на зрителен контакт. Козируването е свързано предимно с въоръжените сили и правоприлагащите органи, но други организации, като момчета скаути, момичета скаути (Girl Guides) и други цивилни също използват козируване.

## Военно козируване
Във военните традиции от различни времена и места има многобройни методи за извършване на козируване, като се използват жестове с ръце, изстрели с оръдия или пушка, издигане на знамена, сваляне на шапки или други средства за показване на уважение или почтително отношение. В Общността на нациите се поздравяват само офицерите, а поздравът е към комисията, която те изпълняват от съответните им главнокомандващи, представляващи монарха, а не самите офицери.

### Произход
Според някои съвременни военни наръчници съвременното козируване произхожда от Франция, когато рицарите се поздравяват, за да покажат приятелски намерения, като вдигат козирките си, за да покажат лицата си, използвайки поздрав. Други също отбелязват, че вдигането на козирката е начин да се идентифицираш, като казваш „Това съм аз и не се страхувам“. За тази цел средновековните козирки биват снабдени с изпъкнал шип, който позволяваше козирката да бъде повдигната с поздравяващо движение.